# Сили, Джо
Джо Сили (англ. Joe Seely; род. 18 февраля, 1960 года, Лос-Анджелес) — американский актёр кино и телевидения.

## Биография
Джозеф Сили родился 18 февраля 1960 года в Лос-Анджелесе, штат Калифорния. Актерскую карьеру начал в 19 лет, снявшись в канадском комедийном скетче «Секонд Сити ТВ» в 1979.
В 1989 получил одну из центральных ролей в культовом фильме ужасов Стивена Хопкинса «Кошмар на улице Вязов 5: Дитя сна». Его персонаж, Марк Грей, увлекался рисованием комиксов и попал в мир своих рисунков, где был убит Фредди Крюгером. Для съёмок этой сцены съёмочную площадку покрасили в белый цвет, а самого Джо одели в яркую одежду, чтобы создать эффект погружения в рисованный мир. Также Джо пришлось впервые стрелять из оружия в сцене, где Марк превращается в героя своих комиксов и отстреливается от Крюгера. В сцене собственно убийства Джо практически не участвовал, так как она была снята с помощью анимирования.
Помимо этого в 1980-х Сили снялся в таких фильмах, как «Вооружён и опасен», «Крутые ребята» И «Железный треугольник».
В 90-х актёр не снимался в кино и на телевидении, но в 1998 участвовал в создании видеоигры англ. Of Light and Darkness: The Prophecy. По сюжету протагонисту нужно поймать души 31 исторической личности с помощью важных для них предметов. Джо досталась роль Элвиса Пресли, а также он и другие актёры исполнили две песни для саундтрека.
В 2010 в документальном фильме «Наследие улицы Вязов» Джо Сили рассказал, что хотел бы сделать Марка Грея более «мрачным и готичным» и некоторые подробности о своём участии в съёмках пятой части франшизы.
В 2012 проектировал дизайн масок обезьян для короткометражки Primate Cinema: Apes as Family, а в 2013 работал помощником режиссёра на съёмках фильма «Ходячие мертвецы на Диком Западе».

## Фильмография
- 1979 — Секонд Сити ТВ (1 эпизод)
- 1986 — Вооружён и опасен
- 1986 — Крутые ребята
- 1989 — Железный треугольник
- 1989 — Кошмар на улице Вязов 5: Дитя сна
- 2003 — Нэйт и полковник
- 2007 — Хаймэйкер и Салли
- 2010 — Наследие улицы Вязов (в роли самого себя)